# Forelius
Neoforelius
Genre
Synonymes
- Neoforelius Kusnezov 1953

Forelius est un genre d'insectes hyménoptères de la famille des Formicidés (fourmis) et de la sous-famille des Dolichoderinae dans la tribu des Dolichoderini.

## Systématique
Ce genre a été publié en 1888 par l'entomologiste italien Emery (1848-1925). Ce genre a pour synonyme Neoforelius Kusnezov, 1953.

## Présentation
C'est un genre de l'écozone néotropique. Le genre est connu du sud des États-Unis jusqu'en Argentine.

## Liste d'espèces
Dix-huit espèces sont connues :
- Forelius albiventris Forel, 1912
- Forelius andinus Kusnezov, 1957
- Forelius bahianus Cuezzo, 2000
- Forelius brasiliensis (Forel, 1908)
- Forelius breviscapus Forel, 1914
- Forelius chalybaeus Emery, 1906
- Forelius damiani Guerrero & Fernández, 2008
- Forelius grandis Forel, 1912
- Forelius keiferi Wheeler, 1934
- Forelius lilloi Cuezzo, 2000
- Forelius macrops Kusnezov, 1957
- Forelius maranhaoensis Cuezzo, 2000
- Forelius mccooki (McCook, 1880)
- Forelius nigriventris Forel, 1912
- Forelius pruinosus (Roger, 1863)
- Forelius pusillus Santschi, 1922
- Forelius rubriceps Gallardo, 1916
- Forelius rufus Gallardo, 1916